# Ojašio
Tok Ojašio (親潮 "starševska plima"), znan tudi kot Oja Sivo, Ohotski ali Kurilski tok, je hladen subpolarni oceanski tok, ki teče proti jugu in kroži v nasprotni smeri urinega kazalca na zahodu Tihega oceana. Voda toka Ojašio izvirajo v Arktičnem oceanu in se zlivajo v Tihi ocean pri Beringovem prelivu. V ocean in Ohotsko morje prinaša hladno vodo. Ob vzhodni obali Japonske trči s tokom Kurošio, kjer se združita v Severnopacifiški tok. Ojašio je bogat s hranili, zato je metaforičen starš (親), ki hrani morske organizme.
Tok pomembno vpliva na podnebje ruskega Daljnega vzhoda na Kamčatki in Čukotki. Severna drevesna meja je pomaknjena kar 10 stopinj proti jugu glede na notranjost Sibirije. Vode Ojašia spadajo med s hranili najbolj bogate na svetu, v kombinaciji z visokimi plimami (do 10 metrov) so razmere za rast morskih organizmov optimalne. Zaradi toka je Vladivostok najjužnejše pristanišče, okoli katerega vode pozimi zamrznejo. To pa nima vpliva na ulov rib v Ohotskem morju, saj vode zaradi visoke plime težje zamrznejo.
V obdobjih ledeniške poledenitve je bil Beringov preliv kopenski most, zato Ojašio ni tekel. Nivo ohladitve ob začetku ledeniških dob je bil zato veliko manjši kot na drugih delih sveta s podobno geografsko širino. Regiji Tohoku in otok Hokaido sta edina dela vzhodne Azije, ki bi lahko zaradi zadostnega snega proizvedli ledenik, a do tega v času, ko je bila večina Evrope in Severne Amerike pod ledom, ni prišlo (razen na visokih nadmorskih višinah). Pomanjkanje poledenitve je razlog, da se je na vzhodu Azije obdržalo 96% rodov dreves iz pliocena, v Evropi pa samo 26%.